# Kình địch Arsenal F.C. – Manchester United F.C.

Logo Arsenal F.C.

Logo Manchester United F.C.

Cuộc đối đầu giữa Arsenal và Manchester United là một cuộc đối đầu đáng chú ý trong làng bóng đá Anh khi cả hai câu lạc bộ có lịch sử và truyền thống vĩ đại.
Mặc dù 2 câu lạc bộ thường xuyên góp mặt ở giải đấu cao nhất nước Anh từ năm 1919 nhưng sự cạnh tranh chủ yếu đến từ sau những năm 1990. Vào cuối những năm 1990 và những năm 2000, những cuộc đối đầu khốc liệt giữa hai đội bóng này diễn ra ở ba giải Ngoại hạng Anh, FA Cup và Champions League.
Trong thời gian này, đã có mối thù giữa 2 huấn luyện viên phục vụ lâu nhất trong lịch sử Premier League, Arsene Wenger (1996–2018) của Arsenal và Sir Alex Ferguson (1986–2013) của MU, và 2 cựu đội trưởng, Patrick Vieira và Roy Keane. Sự căng thẳng giữa 2 câu lạc bộ là những lần đối đầu từ cuối những năm 1990 đến năm 2011 mà đỉnh cao trong năm 2003 và 2004.
Trong những năm gần đây, Arsenal và Man Utd ít cạnh tranh hơn trước sự trỗi dậy của Chelsea, Liverpool, Man City và Tottenham, sự cạnh tranh đã giảm bớt phần nào theo lời cựu cầu thủ Arsenal đó là Lee Dixon, trong khi Sir Alex Ferguson cũng đã tuyên bố rằng 2 đội đã hạ nhiệt từ những lần gặp gỡ "nóng bỏng" trước đây.

## Chuyển nhượng giữa hai câu lạc bộ

### Cầu thủ từ Arsenal sang Manchester United
| Tên              | Vị trí | Arsenal   | Manchester United |
| ---------------- | ------ | --------- | ----------------- |
| David Herd       | TĐ     | 1954–1961 | 1961–1968         |
| Ian Ure          | TV     | 1963–1969 | 1969–1971         |
| George Graham    | TĐ     | 1966–1972 | 1972–1974         |
| Frank Stapleton  | TĐ     | 1971–1981 | 1981–1987         |
| Viv Anderson     | HV     | 1984–1987 | 1987–1991         |
| Andy Cole        | TĐ     | 1989–1992 | 1995–2001         |
| Matt Wicks       | HV     | 1994–1995 | 1995–1996         |
| Robin van Persie | TĐ     | 2004–2012 | 2012–2015         |
| Alexis Sánchez   | TĐ     | 2014-2018 | 2018–2020         |

### Cầu thủ từ Manchester United sang Arsenal
| Tên                | Vị trí | Manchester United | Arsenal   |
| ------------------ | ------ | ----------------- | --------- |
| Jimmy Rimmer       | TM     | 1965–1974         | 1974–1977 |
| Brian Kidd         | TĐ     | 1967–1974         | 1974–1976 |
| Jim Leighton       | TM     | 1988–1991         | 1991      |
| David Platt        | TV     | 1982–1985         | 1995–1998 |
| Matt Wicks         | HV     | 1995–1996         | 1996–1998 |
| Mikaël Silvestre   | HV     | 1999–2008         | 2008–2010 |
| Danny Welbeck      | TĐ     | 2008–2014         | 2014–2019 |
| Henrikh Mkhitaryan | TV     | 2016–2018         | 2018–2020 |

## Kết quả trận đấu giữa hai đội

### Premier League
| Ngày                      | Sân                   | Tỷ số | Cầu thủ đội nhà ghi bàn                                      | Cầu thủ đội khách ghi bàn                  | Số lượng khán giả |
| ------------------------- | --------------------- | ----- | ------------------------------------------------------------ | ------------------------------------------ | ----------------- |
| ngày 28 tháng 11 năm 1992 | Sân vận động Arsenal  | 0–1   |                                                              | Hughes 27'                                 | 29,739            |
| ngày 22 tháng 3 năm 1994  | Sân vận động Arsenal  | 2–2   | Pallister 36' (p.l.n), Merson 78'                            | Sharpe 10', 53'                            | 36,203            |
| ngày 26 tháng 11 năm 1994 | Sân vận động Arsenal  | 0–0   |                                                              |                                            | 38,301            |
| ngày 4 tháng 11 năm 1995  | Sân vận động Arsenal  | 1–0   | Bergkamp 14'                                                 |                                            | 38,317            |
| ngày 19 tháng 2 năm 1997  | Sân vận động Arsenal  | 1–2   | Bergkamp 69'                                                 | Cole 18', Solskjær 32'                     | 38,172            |
| ngày 9 tháng 11 năm 1997  | Sân vận động Arsenal  | 3–2   | Anelka 7', Vieira 27', Platt 83'                             | Sheringham 33', 41'                        | 38,205            |
| ngày 20 tháng 9 năm 1998  | Sân vận động Arsenal  | 3–0   | Adams 13', Anelka 44', Ljungberg 84'                         |                                            | 38,142            |
| ngày 22 tháng 8 năm 1999  | Sân vận động Arsenal  | 1–2   | Ljungberg 41'                                                | Keane 58', 88'                             | 38,147            |
| ngày 1 tháng 10 năm 2000  | Sân vận động Arsenal  | 1–0   | Henry 30'                                                    |                                            | 38,146            |
| ngày 25 tháng 11 năm 2001 | Sân vận động Arsenal  | 3–1   | Ljungberg 48', Henry 80', 85'                                | Scholes 14'                                | 38,174            |
| ngày 16 tháng 4 năm 2003  | Sân vận động Arsenal  | 2–2   | Henry 50', 61'                                               | Van Nistelrooy 23', Giggs 62'              | 38,164            |
| ngày 28 tháng 3 năm 2004  | Sân vận động Arsenal  | 1–1   | Henry 50'                                                    | Saha 86'                                   | 38,184            |
| ngày 1 tháng 2 năm 2005   | Sân vận động Arsenal  | 2–4   | Vieira 8', Bergkamp 36'                                      | Giggs 18', Ronaldo 54', 58', O'Shea 89'    | 38,164            |
| ngày 3 tháng 1 năm 2006   | Sân vận động Arsenal  | 0–0   |                                                              |                                            | 38,313            |
| ngày 21 tháng 1 năm 2007  | Sân vận động Emirates | 2–1   | Van Persie 83', Henry 90'                                    | Rooney 53'                                 | 60.128            |
| ngày 3 tháng 11 năm 2007  | Sân vận động Emirates | 2–2   | Fàbregas 48', Gallas 90'                                     | Gallas 45' (p.l.n), Ronaldo 82'            | 60.161            |
| ngày 8 tháng 11 năm 2008  | Sân vận động Emirates | 2–1   | Nasri 22', 48'                                               | Rafael 90'                                 | 60.106            |
| ngày 31 tháng 1 năm 2010  | Sân vận động Emirates | 1–3   | Vermaelen 80'                                                | Nani 33', Rooney 37', Park 52'             | 60.091            |
| ngày 1 tháng 5 năm 2011   | Sân vận động Emirates | 1–0   | Ramsey 56'                                                   |                                            | 60.107            |
| ngày 22 tháng 1 năm 2012  | Sân vận động Emirates | 1–2   | Van Persie 71'                                               | Valencia 45', Welbeck 81'                  | 60.093            |
| ngày 28 tháng 4 năm 2013  | Sân vận động Emirates | 1–1   | Walcott 2'                                                   | Van Persie 44'                             | 60.112            |
| ngày 12 tháng 2 năm 2014  | Sân vận động Emirates | 0–0   |                                                              |                                            | 60.021            |
| ngày 22 tháng 11 năm 2014 | Sân vận động Emirates | 1-2   | Giroud, 90+5                                                 | Gibbs (p.l.n) 56', Rooney 85'              | 60.074            |
| ngày 4 tháng 10 năm 2015  | Sân vận động Emirates | 3-0   | Sánchez 6',19', Özil 7'                                      |                                            | 60.084            |
| ngày 7 tháng 5 năm 2017   | Sân vận động Emirates | 2-0   | Granit Xhaka 54', Danny Welbeck 57'                          |                                            | 60.055            |
| ngày 3 tháng 12 năm 2017  | Sân vận động Emirates | 1-3   | Alexandre Lacazette 49',                                     | Antonio Valencia 4', Jesse Lingard 11',63' | 59.547            |
| ngày 10 tháng 3 năm 2019  | Sân vận động Emirates | 2-0   | Granit Xhaka 12', Pierre-Emerick Aubameyang 68'              |                                            | 60.000            |
| ngày 2 tháng 1 năm 2020   | Sân vận động Emirates | 2-0   | Nicolas Pépé 8', Sokratis Papastathopoulos 42'               |                                            | 60.328            |
| ngày 30 tháng 1 năm 2021  | Sân vận động Emirates | 0-0   |                                                              |                                            | 0                 |
| ngày 23 tháng 4 năm 2022  | Sân vận động Emirates | 3-1   | Nuno Tavares 3', Bukayo Saka 32'(pen.), Granit Xhaka 70'     | Cristiano Ronaldo 34'                      | 60.223            |
| ngày 22 tháng 1 năm 2023  | Sân vận động Emirates | 3-2   | Eddie Nketiah 24', 90', Bukayo Saka 53'                      | Marcus Rashford 17', Lisandro Martínez 59' | 60.325            |
| ngày 03 tháng 9 năm 2023  | Sân vận động Emirates | 3-1   | Martin Ødegaard 28', Declan Rice 90+6', Gabriel Jesus 90+11' | Marcus Rashford 27'                        | 60.192            |

| Arsenal thắng | Manchester United thắng | Trận hòa |
| ------------- | ----------------------- | -------- |
| 14            | 8                       | 9        |

Manchester United và Arsenal
| Ngày                      | Sân          | Tỷ số | Cầu thủ đội nhà ghi bàn                                                      | Cầu thủ đội khách ghi bàn                | Số lượng khán giả |
| ------------------------- | ------------ | ----- | ---------------------------------------------------------------------------- | ---------------------------------------- | ----------------- |
| ngày 24 tháng 3 năm 1993  | Old Trafford | 0–0   |                                                                              |                                          | 37,301            |
| ngày 19 tháng 9 năm 1993  | Old Trafford | 1–0   | Cantona 37'                                                                  |                                          | 44,009            |
| ngày 22 tháng 3 năm 1995  | Old Trafford | 3–0   | Hughes 27', Sharpe 32', Kanchelskis 79'                                      |                                          | 43,623            |
| ngày 20 tháng 3 năm 1996  | Old Trafford | 1–0   | Cantona 66'                                                                  |                                          | 50,028            |
| ngày 16 tháng 11 năm 1996 | Old Trafford | 1–0   | Winterburn 63' (o.g.)                                                        |                                          | 55,210            |
| ngày 14 tháng 3 năm 1998  | Old Trafford | 0–1   |                                                                              | Overmars 79'                             | 55,174            |
| ngày 17 tháng 2 năm 1999  | Old Trafford | 1–1   | Cole 60'                                                                     | Anelka 47'                               | 55,171            |
| ngày 24 tháng 1 năm 2000  | Old Trafford | 1–1   | Sheringham 73'                                                               | Ljungberg 11'                            | 58,293            |
| ngày 25 tháng 2 năm 2001  | Old Trafford | 6–1   | Yorke 3', 18', 22', Keane 26', Solskjær 38', Sheringham 90'                  | Henry 16'                                | 67,535            |
| ngày 8 tháng 5 năm 2002   | Old Trafford | 0–1   |                                                                              | Wiltord 56'                              | 67,580            |
| ngày 7 tháng 12 năm 2002  | Old Trafford | 2–0   | Verón 22', Scholes 73'                                                       |                                          | 67,650            |
| ngày 21 tháng 9 năm 2003  | Old Trafford | 0–0   |                                                                              |                                          | 67,639            |
| ngày 24 tháng 10 năm 2004 | Old Trafford | 2–0   | Van Nistelrooy 73' (pen.), Rooney 90'                                        |                                          | 67,862            |
| ngày 9 tháng 4 năm 2006   | Old Trafford | 2–0   | Rooney 54', Park 78'                                                         |                                          | 70,908            |
| ngày 17 tháng 9 năm 2006  | Old Trafford | 0–1   |                                                                              | Adebayor 86'                             | 75,595            |
| ngày 13 tháng 4 năm 2008  | Old Trafford | 2–1   | Ronaldo 54' (pen.), Hargreaves 72'                                           | Adebayor 48'                             | 75,985            |
| ngày 16 tháng 5 năm 2009  | Old Trafford | 0–0   |                                                                              |                                          | 75,468            |
| ngày 29 tháng 8 năm 2009  | Old Trafford | 2–1   | Rooney 59' (pen.), Diaby 64' (o.g.)                                          | Arshavin 40'                             | 75,095            |
| ngày 13 tháng 12 năm 2010 | Old Trafford | 1–0   | Park 41'                                                                     |                                          | 75,227            |
| ngày 28 tháng 8 năm 2011  | Old Trafford | 8–2   | Welbeck 22', Young 28', 90', Rooney 41', 64', 82' (pen.), Nani 67', Park 70' | Walcott 45', Van Persie 74'              | 75,448            |
| ngày 3 tháng 11 năm 2012  | Old Trafford | 2–1   | Van Persie 3', Evra 67'                                                      | Cazorla 90+5'                            | 75,492            |
| ngày 10 tháng 11 năm 2013 | Old Trafford | 1–0   | Van Persie 27'                                                               |                                          | 75.138            |
| ngày 17 tháng 5 năm 2015  | Old Trafford | 1−1   | Herrera 30'                                                                  | Blackett 82' (o.g.)                      | 75.323            |
| ngày 28 tháng 2 năm 2016  | Old Trafford | 3–2   | Rashford 29', 32', Herrera 65'                                               | Welbeck 40', Özil 69'                    | 75.329            |
| ngày 19 tháng 11 năm 2016 | Old Trafford | 1−1   | Mata 69'                                                                     | Giroud 89'                               | 75,624            |
| ngày 29 tháng 4 năm 2018  | Old Trafford | 2−1   | Paul Pogba 16' Marouane Fellaini 90+1'                                       | Henrikh Mkhitaryan 51'                   | 75,035            |
| ngày 06 tháng 12 năm 2018 | Old Trafford | 2−2   | Anthony Martial 30' Jesse Lingard 69'                                        | Shkodran Mustafi 26' Marcos Rojo 68'(OG) | 74,507            |
| ngày 01 tháng 10 năm 2019 | Old Trafford | 1−1   | Scott McTominay 45'                                                          | Pierre-Emerick Aubameyang 58'            |                   |
| ngày 01 tháng 11 năm 2020 | Old Trafford | 0−1   |                                                                              | Pierre-Emerick Aubameyang 69' (pen)      |                   |
| ngày 02 tháng 11 năm 2021 | Old Trafford | 3-2   | Fernandes 44' Ronaldo 52', 70' (pen)                                         | Emile Smith Rowe 13' Ødegaard 54'        |                   |
| ngày 04 tháng 9 năm 2022  | Old Trafford | 3-1   | Antony 35' Rashford 66', 75' (pen)                                           | Bukayo Saka 60'                          |                   |
| ngày 12 tháng 5 năm 2024  | Old Trafford | 0-1   |                                                                              | Leandro Trossard 20'                     |                   |

| Manchester United thắng | Arsenal thắng | Trận hòa |
| ----------------------- | ------------- | -------- |
| 18                      | 5             | 8        |

Những cầu thủ ghi bàn nhiều ở Premier League khi hai đội bóng gặp nhau
| Thứ tự | Cầu thủ ghi bàn   | Câu lạc bộ                 | Số bàn thắng |
| ------ | ----------------- | -------------------------- | ------------ |
| 1      | Wayne Rooney      | Manchester United          | 12           |
| 2      | Thierry Henry     | Arsenal                    | 8            |
| 3      | Robin van Persie  | Arsenal, Manchester United | 6            |
| 4      | Fredrik Ljungberg | Arsenal                    | 4            |
| 4      | Park Ji-Sung      | Manchester United          | 4            |
| 4      | Cristiano Ronaldo | Manchester United          | 4            |
| 4      | Teddy Sheringham  | Manchester United          | 4            |
| 8      | Dennis Bergkamp   | Arsenal                    | 3            |
| 8      | Roy Keane         | Manchester United          | 3            |
| 8      | Lee Sharpe        | Manchester United          | 3            |
| 8      | Dwight Yorke      | Manchester United          | 3            |

### Kết quả khác từ năm 1996
| Ngày                     | Sân                        | Giải đấu              | Tỷ số | Cầu thủ Arsenal ghi bàn                       | Cầu thủ Manchester United ghi bàn                          | Số lượng khán giả |
| ------------------------ | -------------------------- | --------------------- | ----- | --------------------------------------------- | ---------------------------------------------------------- | ----------------- |
| ngày 9 tháng 8 năm 1998  | Sân vận động Wembley       | FA Charity Shield     | 3–0   | Overmars 34', Wreh 57', Anelka 72'            |                                                            | 67,342            |
| ngày 11 tháng 4 năm 1999 | Villa Park                 | FA Cup                | 0–0   |                                               |                                                            | 39,217            |
| ngày 14 tháng 4 năm 1999 | Villa Park                 | FA Cup                | 1–2   | Bergkamp 69'                                  | Beckham 17', Giggs 110'                                    | 30,223            |
| ngày 1 tháng 8 năm 1999  | Sân vận động Wembley       | FA Charity Shield     | 2–1   | Kanu 67', Parlour 78'                         | Yorke 36'                                                  | 67,342            |
| ngày 5 tháng 11 năm 2001 | Sân vận động Highbury      | Football League Cup   | 4–0   | Wiltord 15', 31', 45', Kanu 66'               |                                                            | 30,693            |
| ngày 15 tháng 2 năm 2003 | Old Trafford               | FA Cup                | 2–0   | Edu 34', Wiltord 52'                          |                                                            | 67,209            |
| ngày 10 tháng 8 năm 2003 | Sân vận động Thiên niên kỷ | FA Community Shield   | 1–1*  | Henry 20'                                     | Silvestre 15'                                              | 59,293            |
| ngày 3 tháng 4 năm 2004  | Villa Park                 | FA Cup                | 0–1   |                                               | Scholes 32'                                                | 39.939            |
| ngày 8 tháng 8 năm 2004  | Sân vận động Thiên niên kỷ | FA Community Shield   | 3–1   | Gilberto 50', Reyes 58', Silvestre 79' (o.g.) | Smith 55'                                                  | 63.317            |
| ngày 1 tháng 12 năm 2004 | Old Trafford               | Football League Cup   | 0-1   |                                               | Bellion 1'                                                 | 67.103            |
| ngày 21 tháng 5 năm 2005 | Sân vận động Thiên niên kỷ | FA Cup                | *0–0  |                                               |                                                            | 71,876            |
| ngày 16 tháng 2 năm 2008 | Old Trafford               | FA Cup                | 0-4   |                                               | Rooney 16', Fletcher 20', 74', Nani 38'                    | 75,550            |
| ngày 29 tháng 4 năm 2009 | Old Trafford               | UEFA Champions League | 0–1   |                                               | O'Shea 16'                                                 | 74,733            |
| ngày 5 tháng 5 năm 2009  | Sân vận động Emirates      | UEFA Champions League | 1–3   | Van Persie 76' (pen.)                         | Park 8', Ronaldo 11', 61'                                  | 59,867            |
| ngày 12 tháng 3 năm 2011 | Old Trafford               | FA Cup                | 0–2   |                                               | Fábio 28', Rooney 49'                                      | 74,693            |
| ngày 10 tháng 3 năm 2015 | Old Trafford               | FA Cup                | 2–1   | Nacho Monreal 26', Danny Welbeck 61'          | Rooney 29'                                                 | 74.693            |
| ngày 25 tháng 1 năm 2019 | Sân vận động Emirates      | FA Cup                | 1–3   | Pierre-Emerick Aubameyang 43'                 | Alexis Sánchez 31', Jesse Lingard 33', Anthony Martial 82' | 59,571            |

| Manchester United thắng | Arsenal thắng | Trận hòa |
| ----------------------- | ------------- | -------- |
| 8                       | 6             | 3        |